# Alex Dunn
Alex Dunn (Sioux Rapids, 19 febbraio 1982) è un ex cestista statunitense.

## Palmarès
- Supercoppa polacca: 1

Włocławek: 2007